# دكتور ماريو 64
دكتور ماريو 64 (بالإنجليزية: Dr. Mario 64)‏ ، هي لعبة فيديو إلكترونية من نوع ألغاز، أنتجت سنة 2001م ونشرها شركة نينتندو اليابانية.

## وصلة خارجية
- Dr. Mario 64 على موبي غيمز